# Jerzy Kuryłowicz
Jerzy Kuryłowicz (1895-1978) foi um linguista indo-europeísta polonês. Foi irmão de Włodzimierz Kuryłowicz, e seu filho também levou o nome de Jerzy Kuryłowicz.

## Vida
Nasceu no dia 26 de agosto de 1895, na cidade de Stanisławów, Áustria-Hungria (hoje, cidade de Ivano-Frankivsk, Ucrânia), e é considerado o linguista histórico, estruturalista e teórico da linguagem polonês contemporâneo mais proeminente, profundamente interessado nos estudos das línguas indo-europeias. Ele estudou em Viena, em Die Hochschule fur Welthandel (1913-1914), e então, depois da Primeira Guerra Mundial, continuou os estudos na Universidade de Lviv, onde suas habilidades linguísticas incomuns chamaram a atenção de alguns linguistas proeminentes. Como resultado, a ele foram garantidos os estudos em Paris. Isso deu a ele uma oportunidade de se qualificar como professor universitário de línguas indo-europeias, logo depois de seu retorno à Polônia. Depois de obter o título, ele se tornou um professor na Universidade de Lviv. Mais tarde, entre 1946-48, Kuryłowicz escreveu para o Dr. Julian Krzyżanowski, do Instituto de Filologia Inglesa, em Wrocław. Finalmente, ele se moveu para Cracóvia, onde ele ocupou a cadeira de Linguística Geral na Universidade Jaguelônica. Ele se aposentou em 1965. Kuryłowicz foi um membro da Academia Polonesa de Aprendizagem e da Academia Polonesa de Ciências. Ele morreu aos 83 anos de idade, em 28 de Janeiro de 1978, em Cracóvia.

## Leis de Kuryłowicz
1. Uma marcação complexa substituirá uma marcação simples. Ex.:
| Alto-alemão antigo | Alto-alemão médio | Alto-alemão moderno | Português |
| ------------------ | ----------------- | ------------------- | --------- |
| Gast               | Gast              | Gast                | hóspede   |
| Gasti              | Gesti             | Gäste               | hóspedes  |
| Boum               | Boum              | Baum                | árvore    |
| Bouma              | Bouma             | Bäume               | árvores   |

A dupla-marcação, umlaut, é mais complexa do que simplesmente o acréscimo do morfema flexional de plural. O umlaut, assim, substituiu, na língua moderna, a outra forma, que estava presente no alto-alemão médio.

## Publicações
- Kuryłowicz, J., 1936. “Derivation lexicale et derivation syntaxique”. In Kuryłowicz, J., 1960, 41–50.
- Kuryłowicz, J., 1938. “Struktura morfemu”. In Kuryłowicz, J., 51–65.
- Kuryłowicz, J., 1949a. “La nature des proces dits ‘analogiques’”. Acta Linguistica 5: 121–38.
- Kuryłowicz, J., 1949b. “La notion de l’isomorphisme”. In Kuryłowicz, J., 1960, 16–26.
- Kuryłowicz, J., 1949c. “Le probleme du classement des cas”. In Kuryłowicz, J., 1960, 131–154.
- Kuryłowicz, J., 1956. Apophony in Indo-European.
- Kuryłowcz, J., 1960. Esquisses linguistiques. Wrocław – Kraków, Polska Akademia Nauk.
- Kuryłowicz, J., 1964. The Inflectional Categories of Indo-European. Heidelberg, Carl Winter.